# Calanthe pulchra
Calanthe pulchra  es una especie de orquídea de hábito terrestre originaria  de Asia. 

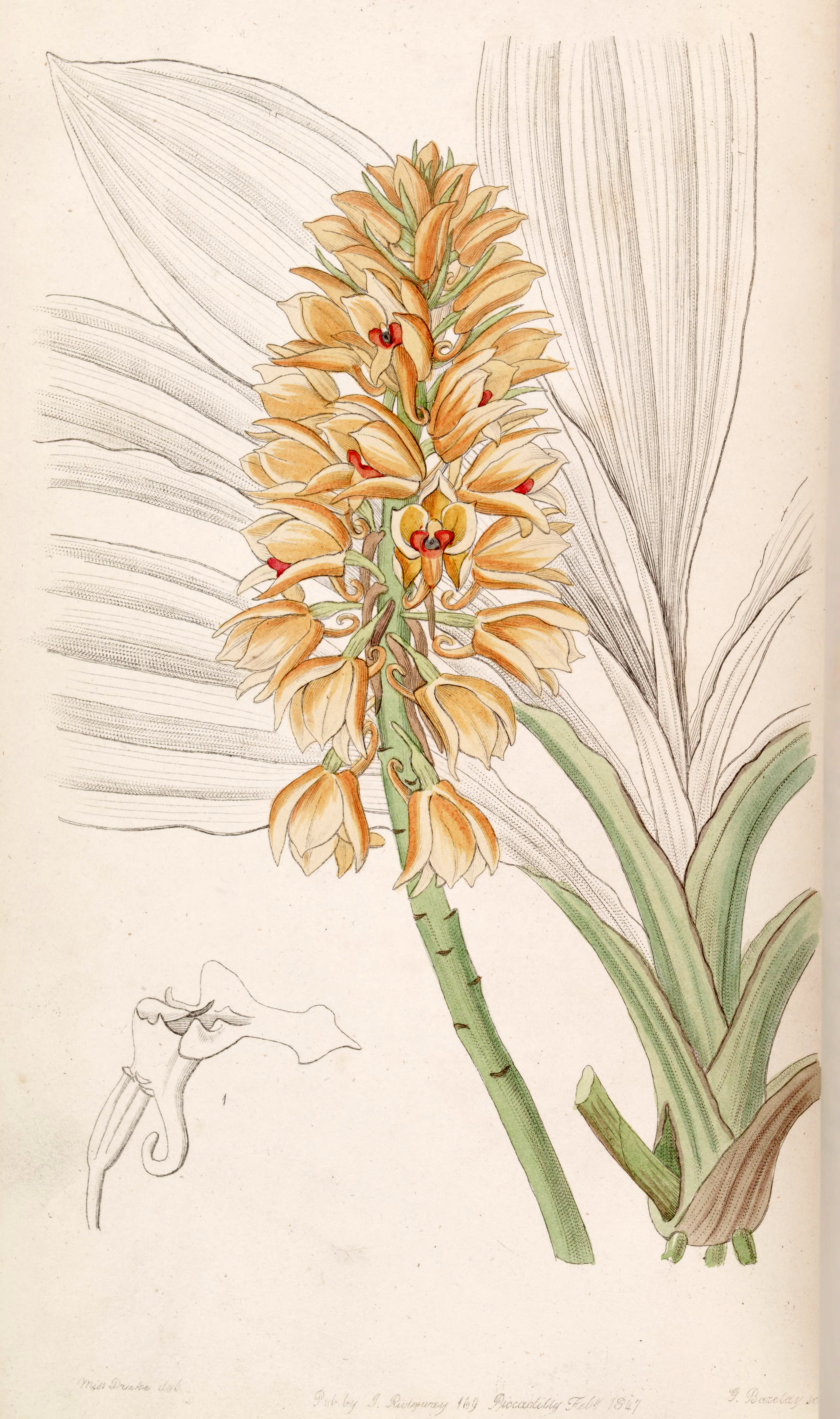
Ilustración

## Descripción
Es una orquídea de tamaño mediano a grande, de hábito terrestre y con pequeños pseudobulbos muy juntos, que están envueltos por vainas de las hojas y que llevan de 5 a 6 hojas, elípticas, acuminadas, plegadas, estrechándose gradualmente abajo en la base peciolada alargada. Florece durante la primavera en una inflorescencia racemosa de 50 a 60 cm de largo, erguida, sin pelos, con 40 a 110 flores, con grandes  brácteas florales agudas, lanceoladas, muy cóncavas que caen antes que las flores sin olor se abran.

## Distribución y hábitat
Se encuentra en Laos, Tailandia, Borneo, Isla de Java, Malasia, las Filipinas y Sumatra, en los bosques húmedos en la descomposición de troncos de los árboles y en la tierra vegetal de profundidad en el suelo del bosque en las elevaciones de [130] 500 a 3400 metros.  

## Taxonomía
Calanthe pulchra fue descrita por (Blume) Lindl. y publicado en The Genera and Species of Orchidaceous Plants 250. 1833.
Etimología
Ver: Calanthe
pulchra epíteto latíno que significa "bonita".

## Sinonimia
- Alismorchis pulchra (Lindl.) Kuntze
- Alismorkis pulchra (Blume) Kuntze
- Amblyglottis pulchra Blume
- Calanthe curculigoides Lindl.
- Styloglossum nervosum Breda[1][3][4]